# Garrelt van Borssum Buisman
Garrelt Andreas van Borssum Buisman (Haarlem, 26 september 1915 – Emst, 28 januari 1991) was een Nederlands beroepsmilitair. Hij was cavalerist.
Van Borssum Buisman werd tot officier opgeleid aan de School Reserve Officieren Bereden Artillerie (SROBA) in de P.L. Bergansiuskazerne te Ede, en werd op 21 december 1936 benoemd tot reserve-tweede luitenant bij het Wapen der Artillerie. Op 16 september 1939 werd hij benoemd tot beroepsofficier.
Garrelt is de broer van Jan van Borssum Buisman, die aan de Zwitserse Weg meewerkte.

## Engelandvaarder
Tijdens de Tweede Wereldoorlog ging hij in het verzet. In 1942 vertrok hij naar Spanje. In Namen ontmoette hij Philip Jacobs, met wie hij een stuk door bezet Frankrijk reisde. Bij de rivier de Cher, die de grens met het toen niet door de Duitsers bezette Vichy-Frankrijk markeerde, bleek de brug te zijn opgeblazen, dus moesten zij die 200 meter brede rivier zwemmend oversteken. Dit deden zij tijdens de lunchpauze van de Duitsers. Ze werden echter kort daarop gearresteerd en zouden teruggebracht worden naar bezet Frankrijk. Ze ontsnapten; Van Borssum Buisman ging naar Zwitserland en Jacobs naar Toulouse.
Uiteindelijk reisde Van Borssum Buisman op de Cabo de Hornos naar Zuid-Amerika. Aan boord ontmoette hij Ad Kanters, wiens vader Janus Kanters dokter was in Grave. Via Zuid-Amerika bereikte Van Borssum Buisman Engeland.

## Terug naar bezet Nederland
Na zijn opleiding tot agent bij het Bureau Inlichtingen (BI) werd Van Borssum Buisman in de nacht van 22 op 23 juni 1943 samen met de radiotelegrafist/codist Hendrik Letteboer (1916-2002), in de buurt van Mariënberg, ten oosten van Ommen boven Overijssel geparachuteerd. De parachutering verliep zonder moeilijkheden. Het vliegtuig werd enkele minuten na de parachutering boven het IJsselmeer neergeschoten. Tijdens zijn radiocontacten met het BI gebruikte Van Borssum Buisman de codenamen 'Philip', 'Gerard de Meester' en 'Heintje I'. Tijdens zijn contacten in “het veld” gebruikte hij de schuilnamen 'Gerard' en 'Van Berkom'.

## De opdracht van de Nederlandse regering in Londen
Van Borssum Buisman was beroepsofficier van de Artillerie. Door zijn achtergrond als beroepsofficier blonk hij uit in alle delen van de opleiding. Een van de redenen waarom de Minister van Oorlog, jhr. Ir. Otto Cornelis Adriaan van Lidth de Jeude hem uitermate geschikt vond om een zeer delicate opdracht uit te voeren.
Zijn voornaamste opdracht was om de contacten met de Ordedienst (OD), die in de loop der tijd waren verwaterd, aan te halen en te verbeteren. Daarvoor was een tactische zo niet diplomatieke aanpak vereist. Daarnaast diende hij ten behoeve van het radiocontact tussen de Ordedienst en het BI en de Nederlandse regering in Londen een zendgroep op te richten. De zendgroep moest bestaan uit ten minste vijf seinposten. Om tot vruchtbare resultaten te komen had Van Borssum Buisman de beschikking over een aantal volmachten om bij de leidende figuren van het verzet de nodige opheldering te verschaffen. Hij droeg de verantwoordelijkheid van een regeringsvertegenwoordiger.

## Het contact met de Ordedienst
Toen hij veilig was geland bracht Van Borssum Buisman zo snel mogelijk een bezoek aan zijn contactpersoon bij de OD, dr. Allard Oosterhuis, in Delfzijl. Door Oosterhuis werd voor hem het gewenste contact met het Hoofdkwartier van de Ordedienst in Amsterdam geregeld. Jhr.Pieter Jacob Six, de leider van de OD, liet Van Borssum Buisman screenen op betrouwbaarheid. Daarna gaf hij Gerben Sonderman en Chris Tonnet, twee staffunctionarissen van de inlichtingendienst van de OD, toestemming om met de agent Van Borssum Buisman en de telegrafisten van de Zendgroep Barbara samen te gaan werken.
Chris Tonnet (codenaam; Buurman), was beroepsofficier bij de Artillerie. Hij had kans gezien om uit Duitse krijgsgevangenschap te ontvluchten. Vanaf zijn aankomst in Nederland was hij werkzaam voor de OD. Gebruikmakend van zijn contacten en zijn netwerk trof Tonnet voorbereidingen om de komst van de agenten, die door het BI ten behoeve van de Zendgroep Barbara boven bezet Nederland werden geparachuteerd, op te kunnen vangen. Tonnet zocht naar onderduikadressen en zendadressen. Hij regelde via Jan Thijssen, het hoofd van de Radiodienst van de OD, marconisten om de zendgroep te ondersteunen. De Zendgroep Barbara leidde tot de hernieuwde opbouw van de zwaar gehavende inlichtingendienst van de OD. Sneller dan verwacht zat de radiotelegrafist/codist Henk Letteboer tot over zijn oren in het werk.

## Een geschikt opvangadres
Voordat de agenten boven bezet gebied werden geparachuteerd ging Van Borssum Buisman in Grave op zoek naar een geschikt opvangadres voor de agenten. Na hun landing hadden de agenten behoefte aan een onderduikadres om van daaruit hun meegenomen materiaal te kunnen bergen. Via dr. Janus Kanters, een huisarts uit Grave, kwam hij in contact met de veldwachter Gerard J. Beuvink in Escharen. Na de oorlog werd aan Beuvink voor zijn bewezen diensten in 1950 het Bronzen Kruis toegekend.
In de periode vanaf 19 september 1943 tot en met 6 november 1943 werden door het BI vier koppels agenten, ten behoeve van de Zendgroep Barbara, boven bezet Nederland geparachuteerd. Het waren de agenten Pieter Hoekman en Bram Grisnigt (bij Grave, 19/20-9-1943), Johan Paul van der Stok en Otto Martin Wiedemann (bij Middenmeer, 19/20-9-1943), Willem Jan Hubertus Schreinemachers en Joseph Lodewijk Theodorus van Alebeek (bij Malden, 8/9-10-1943), Marinus Verhage en Jan Hendrik Diesfeldt (bij Grave, 5/6-11-1943). De Zendgroep Barbara was operationeel van 22 juni 1943 tot 12 juli 1944. Van de tien agenten werden er zeven door de Sicherheitsdienst (SD) gearresteerd en kwamen er drie om het leven. De zendgroep werd vernoemd naar de Heilige Barbara, de schutspatroon van de Artillerie.

## Een golf van arrestaties
Toen in het begin van februari 1944 de Ordedienst en de Zendgroep Barbara door een golf van arrestaties werden getroffen dook Van Borssum Buisman tijdelijk onder. Hij vertrok naar Londen om bij het BI en de Nederlandse regering in Londen persoonlijk rapport uit te brengen. Via Nel Lind (schuilnaam Suze de Wit), een medewerkster van Fiat Libertas, die gespecialiseerd was in het passeurswerk, werd Van Borssum Buisman aan de benodigde valse papieren geholpen. Lind werd door de SD gearresteerd. Bij de huiszoeking die volgde kwam een foto van Van Borssum Buisman toevallig in handen van de SD. Hierdoor kon de SD hem op het spoor komen. De imposante gestalte van Van Borssum Buisman en zijn huzarensnor werden Van Borssum Buisman uiteindelijk noodlottig.
Verhoren en goed recherche werk, van SS-Hauptscharführer Heinrich Kurt Otto Haubrock en zijn dienst, leverden de conclusie op dat de gezochte agent in Amsterdam op bepaalde contactadressen kwam. Als gevolg van het onderzoek werden op 2 en 3 februari 1944 diverse agenten waaronder Grisnigt, Van der Stok en Letteboer opgepakt. Op 5 februari 1944 werd Van Borssum Buisman bij toeval op de Willemsparkweg in Amsterdam door de SD gearresteerd. Hij werd naar Den Haag overgebracht en verhoord. Van Borssum Buisman had korte aantekeningen van verzonden telegrammen op zak. Het lukte hem om May, de Duitse codespecialist, op een dwaalspoor te brengen.

## De ontsnapping
Na een proces voor het Kriegsgericht in Utrecht werden Van Borssum Buisman en de op 5 januari 1944 gevangengenomen Chris Tonnet ter dood veroordeeld. Terwijl anderen voor het vuurpeloton werden gezet werden Van Borssum Buisman en Tonnet op transport naar een tuchthuis in Duitsland gezet. Deze actie werd mogelijkerwijs ondernomen om hen in gijzeling te houden. Op 2 november 1944, op de weg naar Hamelen, halverwege ter hoogte van Detmold, sprongen Tonnet en Van Borssum Buisman uit het raam van een rijdende trein. Van Borssum kwam ten val, raakte zwaargewond en belandde in Detmold in het ziekenhuis, maar wist het ziekenhuis te ontvluchten. Uitgeput bereikte hij Oldenzaal. Aangekomen in bezet Nederland nam hij bij het Nederlands verzet de draad weer op. Na de bevrijding van Nederland meldde hij zich terug bij het BI in Eindhoven. Tonnet wist zich ook in veiligheid te brengen. Op 14 november 1946 kwam hij om bij een vliegramp op Schiphol.

## Na de oorlog
Na de oorlog bleef Van Borssum Buisman de Krijgsmacht trouw. Op 23 oktober 1967 werd hij benoemd tot kolonel bij het Wapen der Cavalerie, en op 5 april 1973 werd hij eervol ontslagen uit de militaire dienst.
Van 1962 tot 1970 was Van Borssum Buisman het hoofd van de Inlichtingen tak van Operatiën & Inlichtingen. Dit was de Nederlandse tak van operatie Gladio. 

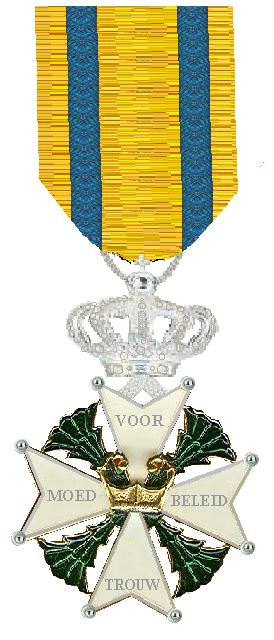

## Onderscheidingen
Van Borssum Buisman heeft verschillende onderscheidingen gekregen.
- Militaire Willems-Orde, Ridder 4de Klasse (MWO.4), uitgereikt op 30 augustus 1948 (tegelijk ook aan Cornelis Hendrik van Bemmel, Arie van Driel, Cornelis Pieter van den Hoek, Hendrik Geert de Jonge, Maarten Knottenbelt, Jan de Landgraaf, Bib van Lanschot, Kornelis Pieter van de Sande)[1]
- Kruis van Verdienste bij K.B. van 25 februari 1943 nr. 11[2]
- Distinguished Service Order (DSO) op 5 september 1946[3]